# Circo Beat
Circo Beat es el octavo álbum de estudio del músico argentino Fito Páez, lanzado en 1994.
Los cortes de difusión: «Mariposa tecknicolor» y «Tema de Piluso» (este último en homenaje al fallecido cómico rosarino Alberto Olmedo) tuvieron muchísima difusión en las radios. El disco casi logró el éxito de su predecesor, «El amor después del amor», en definitiva vendiendo la mitad de las unidades. A pesar de esto, es el segundo disco más vendido en la carrera del músico rosarino, así como también el tercer disco más vendido en Argentina en el año 1995, con 350 000 unidades comercializadas. Además, el álbum fue producido por Phil Manzanera, guitarrista de la banda de rock británica Roxy Music y de la segunda etapa de Pink Floyd, una vez que Roger Waters abandonó el grupo.
También se editó una versión de este disco titulado Circo beat Brasil, con tres canciones adaptadas al portugués por Herbert Vianna las dos primeras y la última por Thedy Correa, con participaciones especiales a dueto: «Mariposa tecknicolor» con Caetano Veloso, «She's mine» con Djavan y «Nas luzes de Rosario» (adaptación de «Tema de Piluso») con Herbert Vianna de Paralamas.

## Lista de canciones
Todos los temas escritos, compuestos y arreglados por Fito Páez (excepto los que se indican).
1. Circo Beat (Intro: Carlos Villavicencio) (5:44).
2. Mariposa tecknicolor (3:43).
3. Normal 1 (3:00).
4. Las tardes del sol, las noches del agua (5:46).
5. Tema de Piluso (4:11).
6. She's mine (4:33).
7. El jardín donde vuelan los mares (5:59).
8. Nadie detiene al amor en un lugar (2:19).
9. Si Disney despertase (3:47).
10. Soy un hippie (4:26).
11. Dejarlas partir (3:06).
12. Lo que el viento nunca se llevó (4:18).
13. Nada del mundo real (Letra: Fito Páez/Música: Fito Páez y Carlos Villavicencio) (4:41).

## Créditos

### Músicos
- Fito Páez: voz, guitarra acústica, pianos, hammond, clavinet, teclados
- Gabriel Carámbula: guitarras acústicas y eléctricas
- Gringui Herrera: guitarras acústicas y eléctricas, y guitarra pedal steel
- Guillermo Vadalá: bajo, guitarra acústica, contrabajo
- Pomo Lorenzo: batería (para la Gira de Presentación).
- Geoff Dugmore: batería, bombo y pandereta en «Dejarlas partir» y batería en «Mariposa Tecknicolor»
- Tweety González: acordeón, piano, teclados

### Músicos invitados
- Fabiana Cantilo: voz; gremlins en «El jardín donde vuelan los mares»; coros en todas las canciones
- Fena Della Maggiora: voz en «El jardín donde vuelan los mares»
- Liliana Herrero: voz en «Las tardes del sol, las noches del agua»
- Claudia Puyó: gremlis en «El jardín donde vuelan los mares»
- Fabián Gallardo: guitarra acústica en «Dejarlas partir»
- Laura Vázquez: teclados
- Alina Gandini: teclados
- Pilo: armónica en «Circo Beat»
- Toots Thielemans: armónica en «Las tardes del sol, las noches del agua» y «She's Mine»
- Osvaldo Fattoruso: batería en «Las tardes del sol, las noches del agua» y «Nadie detiene al amor en un lugar»
- The Kick Horns: vientos en «Circo Beat»
- Simon Clark: saxos: alto y barítono, flauta
- Tim Sanders: saxo tenor
- Simon Gardner: trombón
- Roddy Lorimer: trompeta
- Neil Sidwell: trombón

### Datos técnicos
- Realizado por Phil Manzanera y Fito Páez
- Demos grabados en estudios La Escuelita (en Buenos Aires) y Shanti (en Córdoba).
- Técnicos: Guillermo y Chofi Faruolo
- Asistentes: Marcelo, Ale Avalis y Hugo Rivarola
- Disco grabado en Estudio Móvil Circo Beat (Sala Lavardén, Rosario), Capri Digital (Capri), AIR London (Londres), Gallery Studio (Londres).
- Productor: Phil Manzanera
- Ingeniero: Ash Howes
- Ingeniero extra: Poul Young
- Asistentes: Mariano López, Adrián Rodríguez, Melli,
- Tony, Max, Alessandro, Bernard O'Reilly
- Equipo: Alina, Giovanni, Mario, Genaro, Jaime Johnson, Alice Kendall, Emma Cunnwinehan, Charles Rees, Tropper, Kevin
- Masterizado en Metrópolis por Tim Money.
- Todos los músicos participantes colaboraron en los arreglos de este disco
- Fotografía: Eduardo Marti
- Asistencia de producción fotográfica: Silvana Paulucci y Pancho Luna
- Diseño gráfico, collage y paint box: Studio Gatti